# Maria Luise Prean-Bruni
Maria Luise Prean-Bruni (* 21. Februar 1939 in Innsbruck, Tirol) ist eine österreichische Missionarin in Uganda und Autorin mehrerer evangelikaler Schriften.

## Leben
Maria Luise Bruni wuchs in einer katholischen Familie auf und wollte schon bei ihrer Erstkommunion ihr Leben unter Gottes Führung stellen. Sie besuchte eine Handelsakademie, wo sie kaufmännisch ausgebildet wurde und gleichzeitig die Matura machte. Danach arbeitete sie drei Jahre lang als Lehrerin für die Fächer Betriebswirtschaft, Stenographie und Maschinenschreiben. Nach einem einjährigen Auslandsaufenthalt als Au-pair in London legte sie 1961 die Prüfung für das Hauptschullehramt im Fach Englisch ab und nahm eine Stelle in Innsbruck an. Dem Wunsch, selbst Mutter zu werden, entsprang der Entschluss, SOS-Kinderdorfmutter zu werden. Nach vier Jahren in Dornbirn kehrte sie 1966 erkrankt und erschöpft nach Innsbruck zurück. Nach einigen Jahren Arbeit in einem Steuerberatungsbüro wanderte sie 1972 in die USA aus, wo sie in den fast 14 Jahren eine Zeit geistlichen Wachstums erlebte. Hier arbeitete sie zunächst als Hotelmanagerin und leitete später ein christliches Buchgeschäft, bevor sie als Sekretärin in einer Seelsorgeausbildungsstätte tätig wurde. Die letzten beiden Jahre arbeitete sie als selbständige Seelsorgerin.
Wieder zurück in ihrer Heimat lernte sie 1986 ihren Mann Herbert Prean kennen, den sie noch im selben Jahr heiratete. Als dieser ein Jahr danach in den Ruhestand ging, gründeten sie eine Gemeinde im Zentrum von Innsbruck sowie das Missionswerk „Leben in Jesus Christus e.V.“ Später zogen sie nach Hoch-Imst/Tirol, wo sie Häuser kaufen konnten, um Seminare, Vorträge und Schulungen durchführen zu können. Diese Arbeit führte sie auch nach dem Tod ihres Mannes 1992 fort.
1995 entdeckte sie auf einer Reise nach Uganda die Liebe zu den Menschen dieses Landes. Deshalb gründete sie 2001 den Verein „Vision für Africa e.V.“, um Waisenkindern dort Schulbesuche, eine anschließende Berufsausbildung und damit eine bessere Zukunft zu ermöglichen. Ein reicher Afrikaner schenkte ihr bereits 2003 ein 65 Hektar großes Land, auf dem sie Waisenhäuser und Schulen baute, die inzwischen schon über 11.000 Waisen besuchten. Kurz danach entstanden Vereine in Österreich („Vision für Afrika, Verein christlicher Nächstenliebe“), in der Schweiz („Vision für Afrika“), in den USA („Vision for Africa USA“) und in Uganda („Vision for Africa International“), die sich den gleichen Zielen verschrieben haben. Bereits 2017 wurden schon über 5000 Kinder an 180 Schulen in Uganda („Land of Hope“ in Mukono), Kenia, Ruanda und Algerien unterstützt.
Inzwischen lebt sie als Missionarin mehr als die Hälfte des Jahres in Uganda. Mit ihrem Kinderchor „Vision Choir“ bereiste sie schon mehrmals in einer mehrwöchigen Tournee Deutschland, Österreich und die Schweiz.
Prean ist eine beliebte Rednerin bei christlichen Seminaren und Workshops sowie Autorin mehrerer christlicher Bücher.

## Veröffentlichungen
- Gott spielt in meinem Leben keine Rolle – er ist der Regisseur, SCM R.Brockhaus, Witten 2006, 8. Auflage 2019, ISBN 978-3-417-26864-5.
- Lola Gola. Loslassen – Gott lassen, SCM R.Brockhaus, Witten 2008, 8. Auflage 2020, ISBN 978-3-417-26257-5.
- Mit Gottes Flügeln kannst du fliegen: Ermutigungen, SCM Collection, Witten 2010, ISBN 978-3-7893-9446-1.
- Gott hatte einen superguten Tag, als er dich erschuf: Ermutigungen für ein ganzes Jahr, SCM R.Brockhaus, Witten 2017, 3. Aufl. 2019, ISBN 978-3-417-26786-0.
- Komm in deine Bestimmung. Gott hat dich als Original erschaffen, stirb nicht als Kopie, SCM R.Brockhaus, Witten 2018, ISBN 978-3-417-26572-9.
- Mit Gottes Flügeln fliegen. 2019, SCM Collection, Witten 2018, ISBN 978-3-7893-4838-9.0
- Ich bin und bleibe 33, denn Jesus ist mein Leben!, SCM R.Brockhaus, Holzgerlingen 2021, ISBN 978-3-417-26980-2.
- Sorgenfalten stehen mir nicht, denn Gott liebt es zu segnen!, SCM R.Brockhaus, Holzgerlingen 2021, ISBN 978-3-417-26981-9.
- Der Herr darf mit mir machen, was er will, denn er hat den Überblick!, SCM R.Brockhaus, Holzgerlingen 2021, ISBN 978-3-417-26982-6.
- Steh auf und werde Licht, denn Gott gibt dich niemals auf!, SCM R.Brockhaus, Holzgerlingen 2021, ISBN 978-3-417-26983-3.
- mit Daniel Exler: Ab durch die Decke – hinein ins Reich Gottes, SCM R.Brockhaus, Holzgerlingen 2023, ISBN 978-3-417-00049-8.

Dokumentation
- Maria Prean: Das Leben wird immer schöner (DVD; Regisseurin: Janina Hüttenrauch), SCM Hänssler 2014.

## Auszeichnungen
- 2024: Ehrenzeichen des Landes Tirol[7]